# Maison au 131, rue du Puits à Wasselonne
La maison au 131, rue du Puits est un monument historique situé à Wasselonne, dans le département français du Bas-Rhin.

## Localisation
Ce bâtiment est situé au 131, rue du Puits à Wasselonne.

## Historique
L'édifice fait l'objet d'une inscription au titre des monuments historiques depuis 1931.